# Меркато-Сарачено
Меркато-Сарачено (італ. Mercato Saraceno) — муніципалітет в Італії, у регіоні Емілія-Романья,  провінція Форлі-Чезена.
Меркато-Сарачено розташоване на відстані близько 230 км на північ від Рима, 95 км на південний схід від Болоньї, 34 км на південь від Форлі.
Населення — 6970 осіб (2014).
Щорічний фестиваль відбувається 2 травня. 

## Демографія
Населення за роками:

Станом на 1 січня 2023 року в муніципалітеті офіційно проживали 743 іноземці з 48 країн, серед них 190 громадян країн Євросоюзу та 42 громадяни України.

## Сусідні муніципалітети
- Баньйо-ді-Романья
- Чезена
- Новафельтрія
- Ронкофреддо
- Сарсіна
- Сольяно-аль-Рубіконе
- Таламелло